# ONE PIECE 時光旅詩
《ONE PIECE 時光旅詩》是ILCA開發、萬代南夢宮娛樂發行的角色扮演遊戲，改編自日本漫畫家尾田榮一郎創作的漫畫系列《ONE PIECE》。
遊戲於2023年1月12日在Microsoft Windows、PlayStation 4、PlayStation 5和Xbox Series X/S發售。

## 外部連結
- 官方网站 （日語）